# Cofidis (wielerploeg)/2009
Deze pagina geeft een overzicht van de wielerploeg Cofidis in 2009.

## Algemeen
Sponsor: Cofidis (bank)
Algemeen manager: Eric Boyer
Technisch directeur: Lionel Marie
Ploegleiders: Alain Deloeuil, Bernard Quilfen, Francis Van Londerseele
Fietsmerk: Look
Materiaal en banden: Campagnolo, Vittoria

## Renners
| Naam                  | Geboortedatum | Nationaliteit | Ploeg 2008       |
| --------------------- | ------------- | ------------- | ---------------- |
| Stéphane Augé         | 06-12-1974    | Frankrijk     |                  |
| Alexandre Blain       | 07-03-1981    | Frankrijk     |                  |
| Guillaume Blot        | 08-03-1985    | Frankrijk     | stagiair         |
| Florent Brard         | 07-02-1976    | Frankrijk     |                  |
| Mickaël Bourgain      | 18-05-1980    | Frankrijk     |                  |
| Mickaël Buffaz        | 21-05-1979    | Frankrijk     |                  |
| Jean Eudes Demaret    | 25-07-1984    | Frankrijk     |                  |
| Hervé Duclos-Lassalle | 24-12-1979    | Frankrijk     |                  |
| Samuel Dumoulin       | 20-08-1980    | Frankrijk     |                  |
| Leonardo Duque        | 10-04-1980    | Colombia      |                  |
| Julien El Fares       | 01-06-1985    | Frankrijk     |                  |
| Bingen Fernández      | 15-12-1972    | Spanje        |                  |
| Maryan Hary           | 27-05-1980    | Frankrijk     |                  |
| Christophe Kern       | 18-01-1981    | Frankrijk     | Crédit Agricole  |
| Sébastien Minard      | 12-06-1982    | Frankrijk     |                  |
| Amaël Moinard         | 02-02-1982    | Frankrijk     |                  |
| David Moncoutié       | 30-04-1975    | Frankrijk     |                  |
| Damien Monier         | 27-08-1982    | Frankrijk     |                  |
| Rémi Pauriol          | 04-04-1982    | Frankrijk     | Crédit Agricole  |
| Sébastien Portal      | 04-06-1982    | Frankrijk     |                  |
| Nico Sijmens          | 01-04-1978    | België        | Landbouwkrediet  |
| Rein Taaramäe         | 24-04-1987    | Estland       |                  |
| Aljaksandr Oesaw      | 27-08-1977    | Wit-Rusland   | AG2R-La Mondiale |
| Tristan Valentin      | 23-02-1982    | Frankrijk     |                  |
| Romain Villa          | 27-04-1985    | Frankrijk     |                  |

## Overwinningen
| GP La Marseillaise Winnaar: Rémi Pauriol Ster van Bessèges 5e etappe: Jean Eudes Demaret Ronde van de Middellandse Zee 6e etappe: David Moncoutié GP Lugano Winnaar: Rémi Pauriol Tirreno-Adriatico 1e etappe: Julien El Fares | Ronde van het Baskenland 2009 Bergklassement: Rein Taaramäe Ronde van de Sarthe 5e etappe: Jean Eudes Demaret Critérium du Dauphiné Libéré 2009 7e etappe: David Moncoutié Nationale kampioenschappen wielrennen Estland: wegtijdrit: Rein Taaramäe Estland: wegwedstrijd: Rein Taaramäe | Ronde van Wallonië Eindklassement: Julien El Fares Ronde van de Ain 1e etappe: Mickaël Buffaz 4e etappe: Rein Taaramäe Eindklassement: Rein Taaramäe Ronde van de Limousin 2e etappe: Samuel Dumoulin Ronde van Spanje 2009 13e etappe: David Moncoutié |

Mannen: 1997 · 1998 · 1999 · 2000 · 2001 · 2002 · 2003 · 2004 · 2005 · 2006 · 2007 · 2008 · 2009 · 2010 · 2011 · 2012 · 2013 · 2014 · 2015 · 2016 · 2017 · 2018 · 2019 · 2020 · 2021 · 2022 · 2023 · 2024 · 2025
Vrouwen:2022 · 2023 · 2024 · 2025
AG2R-La Mondiale · Astana · Bbox-Bouygues Telecom/2009 · Caisse d'Epargne · Cofidis · Team Columbia · Team CSC Saxo Bank · Euskaltel-Euskadi · Française des Jeux · Fuji-Servetto · Garmin-Chipotle · Katjoesja · Lampre-NGC · Liquigas · Team Milram · Quick·Step · Rabobank · Silence-Lotto